# Pont de l’Iroise
Die Pont de l’Iroise ist eine Brücke über die Trichtermündung des Flusses Élorn in der Bucht von Brest. Sie verbindet die Gemeinde Plougastel-Daoulas mit Relecq-Kerhuon, einem Vorort von Brest in der Bretagne.
Die Schrägseilbrücke wurde in den Jahren 1991 bis 1994 gebaut, da die benachbarte Pont de Plougastel (heute Pont Albert-Louppe) mit ihren mächtigen Betonbögen dem Verkehr nicht mehr gewachsen war. Seitdem geht die Schnellstraße Nantes – Brest (Voie Express de Nantes à Brest) über diese Brücke, während die Pont Albert-Louppe nur noch den Radfahrern und Fußgängern dient.
Die Pont de l’Iroise hat vier Fahrspuren, aber keine Pannenstreifen. Die 800 m lange und 23,1 m breite Brücke hat sieben Öffnungen mit Pfeilerachsabständen von 47,46 + 50,86 + 101,71 + 400,00 + 101,71 + 50,86 + 47,47 m. Sie überspannt den Élorn in der gleichen Höhe wie die Pont Albert-Louppe, d. h. mit einer lichten Höhe von 35 m über Niedrigwasser bzw. 27 m über der Springtide.
Sie hat zwei 113 m hohe Pylonstiele mit Schrägseilen in Fächerform, die in der Mittelachse der Brücke angeordnet sind und den Fahrbahnträger um 83 m überragen. Der Fahrbahnträger besteht aus einem Spannbeton-Hohlkasten mit auskragender Fahrbahnplatte. Der mittlere Teil des Fahrbahnträgers ist aus Leichtbeton, die übrigen Teile und die Pylonstiele bestehen aus hochfestem Beton.